# Fins voetbalelftal in 1983
Het Fins voetbalelftal speelde in totaal vijf interlands in het jaar 1983, waaronder drie wedstrijden in de kwalificatiereeks voor de EK-eindronde 1984 in Frankrijk. De nationale selectie stond voor het tweede opeenvolgende jaar onder leiding van bondscoach Martti Kuusela, de opvolger in de in 1981 afgezwaaide Esko Malm. Vier spelers kwamen in alle vijf duels in actie voor hun vaderland, van de eerste tot en met de laatste minuut: Esa Pekonen, Mikael Granskog, Leo Houtsonen en Hannu Turunen.

## Balans
| Wedstrijden | Wedstrijden | Wedstrijden | Wedstrijden | Doelpunten | Doelpunten | Doelpunten | Punten |
| Gespeeld    | Winst       | Gelijk      | Verlies     | Voor       | Tegen      | Saldo      | Punten |
| ----------- | ----------- | ----------- | ----------- | ---------- | ---------- | ---------- | ------ |
| 5           | 0           | 1           | 4           | 2          | 13         | -11        | 0.200  |

## Interlands
|                                                     |                                                       |       |               |                                                                                                |
| 16 maart Vriendschappelijk № 403 «onderlinge duels» | Duitse Democratische Republiek                        | 3 – 1 | Finland       | Ernst-Grube-Stadion, Maagdenburg Toeschouwers: 12.000 Scheidsrechter: Alexandru Mustatea (ROM) |
| 16 maart Vriendschappelijk № 403 «onderlinge duels» | Joachim Streich 11' Hans Richter 15' Hans Richter 61' |       | 79' Ari Hjelm | Ernst-Grube-Stadion, Maagdenburg Toeschouwers: 12.000 Scheidsrechter: Alexandru Mustatea (ROM) |

|                                                   |                         |       |                       |                                                                                                |
| 17 april EK-kwalificatie № 404 «onderlinge duels» | Polen                   | 1 – 1 | Finland               | Stadion Dziesięciolecia, Warschau Toeschouwers: 83.000 Scheidsrechter: Reidar Bjørnestad (NOR) |
| 17 april EK-kwalificatie № 404 «onderlinge duels» | Włodzimierz Smolarek 2' |       | 5' (e.d.) Paweł Janas | Stadion Dziesięciolecia, Warschau Toeschouwers: 83.000 Scheidsrechter: Reidar Bjørnestad (NOR) |

|                                                 |         |                  |             |                                                                                   |
| 1 juni EK-kwalificatie № 405 «onderlinge duels» | Finland | 0 – 1            | Sovjet-Unie | Olympiastadion, Helsinki Toeschouwers: 16.966 Scheidsrechter: Dušan Krchnák (TCH) |
| 1 juni EK-kwalificatie № 405 «onderlinge duels» |         | 75' Oleh Blochin |             | Olympiastadion, Helsinki Toeschouwers: 16.966 Scheidsrechter: Dušan Krchnák (TCH) |

|                                                 |         |                                                     |        |                                                                                      |
| 7 september Nordic Cup № 406 «onderlinge duels» | Finland | 0 – 3                                               | Zweden | Olympiastadion, Helsinki Toeschouwers: 8.513 Scheidsrechter: Erik Steen Jensen (DEN) |
| 7 september Nordic Cup № 406 «onderlinge duels» |         | 1' Ulf Eriksson 3' Thomas Sunesson 23' Ulf Eriksson |        | Olympiastadion, Helsinki Toeschouwers: 8.513 Scheidsrechter: Erik Steen Jensen (DEN) |

|                                                       |                                                                                    |       |         |                                                                                                  |
| 21 september EK-kwalificatie № 407 «onderlinge duels» | Portugal                                                                           | 5 – 0 | Finland | Estádio José Alvalade, Lissabon Toeschouwers: 15.000 Scheidsrechter: Karl-Heinz Tritschler (FRG) |
| 21 september EK-kwalificatie № 407 «onderlinge duels» | Rui Jordão 18' Carlos Manuel 23' Jukka Ikäläinen 47' (e.d.) José Luis 83' Toni 86' |       |         | Estádio José Alvalade, Lissabon Toeschouwers: 15.000 Scheidsrechter: Karl-Heinz Tritschler (FRG) |

## Statistieken
| Olli Huttunen    | 1960-08-04 | FC Haka           | 3 | 0 | 0 | 16 | 0 |
| Pertti Alaja     | 1952-02-18 | Malmö FF          | 1 | 1 | 0 | 29 | 0 |
| Olli Isoaho      | 1956-03-02 | Seiko SA          | 1 | 0 | 0 | 17 | 0 |
| Verdediging      |            |                   |   |   |   |    |   |
| Mikael Granskog  | 1961-03-26 | IFK Norrköping    | 5 | 0 | 0 | 12 | 0 |
| Esa Pekonen      | 1961-11-04 | Kuusysi Lahti     | 5 | 0 | 0 | 19 | 0 |
| Pauno Kymäläinen | 1949-10-14 | TPS Turku         | 3 | 0 | 0 | 19 | 0 |
| Aki Lahtinen     | 1958-10-31 | Notts County      | 2 | 1 | 0 | 32 | 0 |
| Keijo Kousa      | 1959-07-27 | Kuusysi Lahti     | 2 | 0 | 0 | 14 | 4 |
| Ilkka Remes      | 1963-07-29 | Kuusysi Lahti     | 2 | 0 | 0 | 9  | 0 |
| Erkka Petäjä     | 1964-02-13 | TPS Turku         | 1 | 1 | 0 | 2  | 0 |
| Ilpo Talvio      | 1961-09-15 | Kuusysi Lahti     | 1 | 0 | 0 | 1  | 0 |
| Middenveld       |            |                   |   |   |   |    |   |
| Leo Houtsonen    | 1958-10-25 | OPS Oulu          | 5 | 0 | 0 | 29 | 1 |
| Hannu Turunen    | 1956-06-24 | KuPS Kuopio       | 5 | 0 | 0 |    |   |
| Kari Ukkonen     | 1961-12-19 | Cercle Brugge     | 4 | 0 | 0 | 4  | 0 |
| Jukka Ikäläinen  | 1957-05-14 | Örgryte IS        | 2 | 1 | 0 |    |   |
| Pasi Rautiainen  | 1961-07-18 | Arminia Bielefeld | 2 | 0 | 0 |    |   |
| Kari Virtanen    | 1958-09-15 | AIK Solna         | 2 | 0 | 0 |    |   |
| Juha Annunen     | 1960-04-16 | Kuusysi Lahti     | 0 | 1 | 0 |    |   |
| Pasi Rasimus     | 1962-03-06 | HJK Helsinki      | 0 | 1 | 0 |    |   |
| Aanval           |            |                   |   |   |   |    |   |
| Atik Ismail      | 1957-01-05 | HJK Helsinki      | 3 | 0 | 0 |    |   |
| Mika Lipponen    | 1964-05-09 | TPS Turku         | 3 | 0 | 0 | 3  | 0 |
| Ari Valvee       | 1960-12-01 | FC Haka           | 2 | 0 | 0 | 17 | 5 |
| Tuomo Hakala     | 1957-10-09 | RoPS Rovaniemi    | 1 | 1 | 0 |    |   |
| Ari Hjelm        | 1962-02-24 | Ilves Tampere     | 0 | 3 | 1 | 3  | 1 |

Finse voetbalbond · A-internationals · Bondscoaches · Statistieken · Fins vrouwenelftal · Olympisch elftal · Finland U21 · Finland U20 · Finland U19 · Finland U18 · Finland U17 · Finland U16
1911 – 1919 ·
1920 – 1929 ·
1930 – 1939 ·
1940 – 1949 ·
1950 – 1959 ·
1960 – 1969 ·
1970 – 1979 ·
1980 – 1989 ·
1990 – 1999 ·
2000 – 2009 ·
2010 – 2019 ·
2020 − 2029
EK 2020
OS 1912 ·
OS 1936 ·
OS 1952 ·
OS 1980
1911 · 
1912 · 
1913 · 
1914 · 
1915 · 1916 · 1917 · 1918 · 
1919 · 
1920 · 
1921 · 
1922 · 
1923 · 
1924 · 
1925 · 
1926 · 
1927 · 
1928 · 
1929 · 
1930 · 
1931 · 
1932 · 
1933 · 
1934 · 
1935 · 
1936 · 
1937 · 
1938 · 
1939 · 
1940 · 
1941 · 
1942 · 
1943 · 
1944 · 
1945 · 
1946 · 
1947 · 
1948 · 
1949 · 
1950 · 
1952 · 
1952 · 
1953 · 
1954 · 
1955 · 
1956 · 
1957 · 
1958 · 
1959 · 
1960 · 
1961 · 
1962 · 
1963 · 
1964 · 
1965 · 
1966 · 
1967 · 
1968 · 
1969 · 
1970 · 
1971 · 
1972 · 
1973 · 
1974 · 
1975 · 
1976 · 
1977 · 
1978 · 
1979 · 
1980 · 
1981 · 
1982 · 
1983 · 
1984 · 
1985 · 
1986 · 
1987 · 
1988 · 
1989 · 
1990 · 
1991 · 
1992 · 
1993 · 
1994 · 
1995 · 
1996 · 
1997 · 
1998 · 
1999 · 
2000 · 
2001 · 
2002 · 
2003 · 
2004 · 
2005 · 
2006 · 
2007 · 
2008 · 
2009 · 
2010 · 
2011 · 
2012 · 
2013 · 
2014 · 
2015 · 
2016 · 
2017 · 
2018 ·
2019 ·
2020
Albanië ·
Algerije ·
Andorra ·
Armenië ·
Azerbeidzjan ·
Bahrein ·
Barbados ·
België ·
Bermuda ·
Bolivia ·
Bosnië en Herzegovina ·
Brazilië ·
Bulgarije ·
Canada ·
Chili ·
China ·
Colombia ·
Costa Rica ·
Cyprus ·
Denemarken ·
DDR ·
(West-)Duitsland ·
Ecuador ·
Egypte ·
Engeland ·
Estland ·
Faeröer ·
Frankrijk ·
Georgië ·
Griekenland ·
Honduras ·
Hongarije ·
Ierland ·
IJsland ·
India ·
Irak ·
Israël ·
Italië ·
Japan ·
Jemen ·
Joegoslavië ·
Jordanië ·
Kameroen ·
Kazachstan ·
Koeweit ·
Kosovo ·
Kroatië ·
Letland ·
Liechtenstein ·
Litouwen ·
Luxemburg ·
Maleisië ·
Malta ·
Marokko ·
Mexico ·
Moldavië ·
Montenegro ·
Nederland ·
Noord-Ierland ·
Noord-Korea ·
Noord-Macedonië ·
Noorwegen ·
Oekraïne · 
Oman ·
Oostenrijk ·
Peru ·
Polen ·
Portugal ·
Qatar ·
Roemenië ·
Rusland ·
San Marino ·
Saoedi-Arabië ·
Schotland ·
Servië ·
Servië en Montenegro ·
Singapore ·
Slovenië ·
Slowakije ·
Sovjet-Unie ·
Spanje ·
Thailand ·
Trinidad en Tobago ·
Tsjechië ·
Tsjecho-Slowakije ·
Tunesië ·
Turkije ·
Uruguay ·
Verenigde Arabische Emiraten ·
Verenigde Staten ·
Wales ·
Wit-Rusland ·
Zuid-Korea ·
Zweden ·
Zwitserland
België (2021) · 
Denemarken (2021) · 
Rusland (2021)